# Thésée sur le Minotaure
Pour les articles homonymes, voir Thésée et le Minotaure.
Thésée sur le Minotaure (ou Thésée et le Minotaure) est une sculpture en marbre créée par le sculpteur italien Antonio Canova entre 1781 et 1783 et exposée au Victoria and Albert Museum de Londres.

## Description

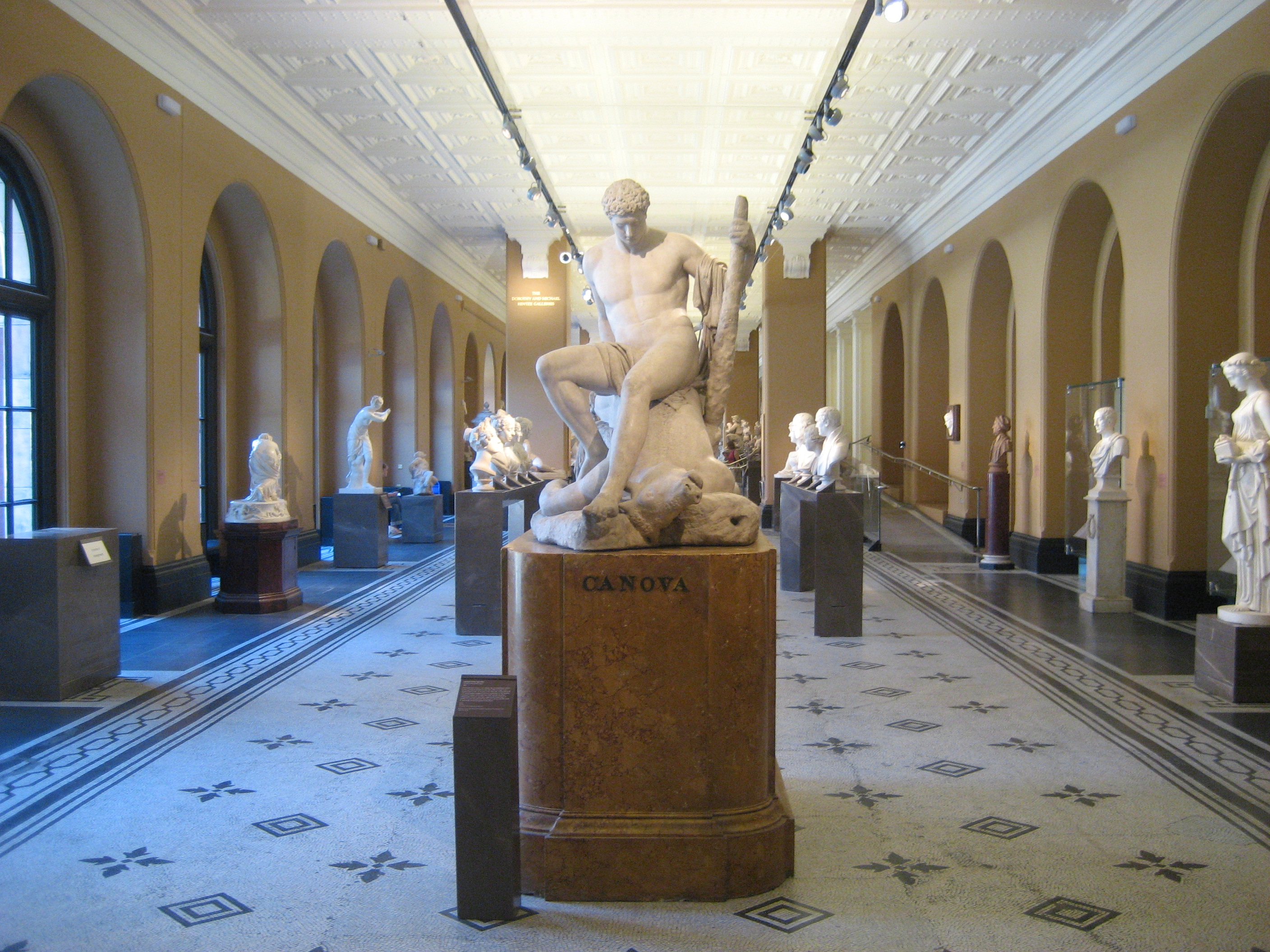
Salle 22 du Victoria and Albert Museum : au premier plan le Thésée sur le Minotaure

Le sujet mythologique est tiré des Métamorphoses du poète latin Ovide. L'ancienne légende raconte l'histoire de Thésée, le héros grec qui, avec l'aide d'Ariane, réussit à pénétrer dans le labyrinthe de Knossos et à tuer le Minotaure, une créature monstrueuse à tête de taureau et au corps d'homme. Cet épisode se prête à différentes traductions dans le marbre : un sculpteur baroque comme Le Bernin, par exemple, aurait choisi de représenter le moment sanglant du combat, créant un groupe plein de dynamisme. Canova, se montrant intimement proche de la poétique néoclassique, choisit plutôt d'immortaliser dans le marbre le moment qui suit immédiatement la conclusion du combat. Dans l'œuvre, en effet, Thésée est représenté après le combat, assis sur le monstre qu'il vient de tuer, comme un chasseur sur une proie : le Minotaure, quant à lui, est sur un rocher en position « S » inversé. D'un point de vue allégorique, l'ensemble de l'œuvre fait allusion à la victoire de la raison sur l'irrationalité (typique des bêtes), en pleine harmonie avec le siècle des Lumières.
Thésée est représenté alors qu'il est envahi par un sentiment de paix et de tranquillité, voire de fatigue, comme en témoigne le corps ni tendu ni contracté : son attitude est complètement différente de ce qu'il était auparavant, lorsqu'il était enflammé de colère et de fureur pour tuer le Minotaure. Le héros regarde même maintenant le monstre vaincu avec pitié, car la noblesse de son âme l'empêche de ressentir de la haine ou du ressentiment envers l'ennemi. L'ensemble, en somme, transmet une sensation d'immobilité physique et spirituelle, répondant parfaitement à cette « noble simplicité et grandeur tranquille » que Winckelmann croyait être les caractéristiques particulières de l'art hellénistique, auxquelles l'œuvre se réfère explicitement, en particulier dans les formes anatomiques de Thésée.